# George C. Scott
George Campbell Scott (Wise, Virginia, 18 de outubro de 1927 — Westlake Village, Califórnia, 22 de setembro de 1999) foi um ator de cinema, teatro e televisão norte-americano, além de cineasta e produtor.

## Vida pessoal
Aos oito anos perdeu a mãe e o pai. Em 1945 entrou na Marinha dos Estados Unidos, onde permaneceu durante quatro anos. Quando deixou a Marinha, matriculou-se na classe de jornalismo na Universidade de Missouri.
George se casou cinco vezes e teve seis filhos: Victoria (1952) com sua primeira esposa Carolyn Hughes; Michelle (1954), com Karen Truesdell; Matthew (1957) e uma filha, Devon Scott (1958), com Patricia Reed; Alexander (1960) e o ator Campbell Scott (1961), com a atriz canadense Colleen Dewhurst. Sua última esposa, a atriz Trish Van Devere, foi casada com ele até sua morte, em 1999.
Morreu aos 71 anos de idade vitimado por um problema vascular abdominal.

## Carreira
Nos anos 50 começou no teatro, com um papel na peça Richard III, em Nova Iorque. O jovem ator chamou a atenção dos críticos. Logo ele começou a trabalhar na televisão, principalmente em transmissões ao vivo, e em 1959 fez parte do filme Anatomia de um Crime, seu primeiro papel a valer uma indicação ao Oscar, na categoria de ator coadjuvante.
Porém, George e o Oscar não se tornariam amigos. Ele dizia que o processo inteiro da Academia era forçar os atores para se tornarem verdadeiras estrelas e que a cerimônia era um "mercado de carne". Em 1962 ele foi indicado novamente como ator coadjuvante.
Apesar da sua opinião sobre o prêmio, seria indicado várias outras vezes. Foi assim em The List of Adrian Messenger, (1963). Em 1964, ao filmar A Bíblia, se apaixonou por Ava Gardner, mas não foi correspondido devido principalmente a seu hábito de beber demais tornando-se violento e então passou então a beber cada vez mais.
Fez vários filmes menores para a televisão antes de obter o papel pelo qual sempre será identificado: o General Patton em Patton, de 1970. Era um filme de guerra que veio ao término de uma década onde protestos de anti-guerra tinham abalado os Estados Unidos, e se tornou símbolo de uma juventude descontente. O filme ganhou o Oscar do ano, e Scott também venceu como o melhor ator. No dia da premiação, ficou em casa assistindo a um jogo de hóquei, se recusando a ir recebê-lo.
Foi sepultado no Westwood Village Memorial Park Cemetery.

## Prêmios e indicações
Oscar
- Venceu como Melhor Ator por Patton, Rebelde ou Herói? (1970) e foi indicado na mesma categoria um ano depois por The Hospital (1971)
- Indicado a Melhor Ator Coadjuvante por Anatomia de um Crime (1959) e Desafio à Corrupção (1961).

### Filmografia
- Anatomy of a Murder, 1959
- The Hanging Tree, 1959
- The Hustler, 1961

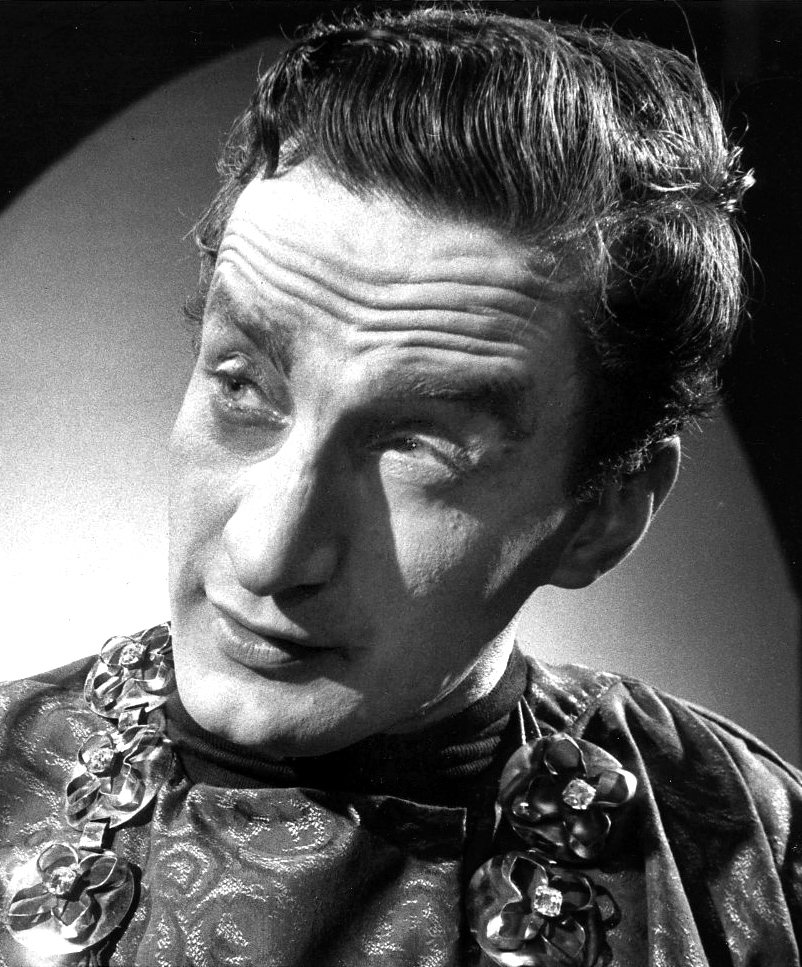
Scott atuando no teatro como Richard III, 1958

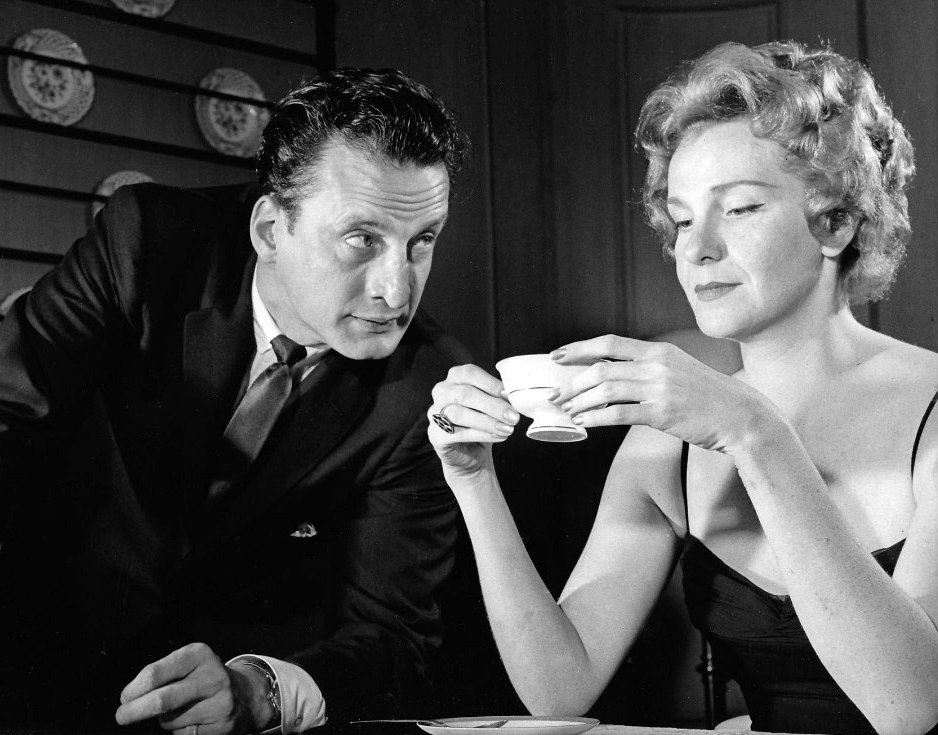
com Geraldine Page (1959)

- The List of Adrian Messenger, 1963
- Dr. Strangelove, 1964
- The Bible... in the Beginning, 1966
- Patton, 1970
- Jane Eyre, 1970
- The Hospital, 1970
- They Might Be Giants, 1971
- The Last Run,1971
- The New Centurions, 1972
- Rage, 1972
- The Day of the Dolphin, 1973
- The Hindenburg, 1975
- Islands in the Stream, 1977
- Hardcore, 1979
- The Changeling, 1980
- The Formula, 1980
- Taps, 1981
- Oliver Twist, 1982
- Firestarter, 1984
- A Christmas Carol, (telefilme), 1984
- Last Days of Patton, (telefilme), 1986
- The Ryan White Story, (telefilme), 1989
- Cartoon All-Stars to the Rescue, 1990
- The Exorcist III, 1990
- Angus, 1995
- Titanic, 1996
- 12 Angry Men, 1997
- Rocky Marciano 1999
- Inherit the Wind 1999